# Litargus grandis
Litargus grandis är en skalbaggsart som beskrevs av Schaeffer 1910. Litargus grandis ingår i släktet Litargus och familjen vedsvampbaggar. Inga underarter finns listade i Catalogue of Life.